# Saša Kalajdžić
Saša Kalajdžić, född 7 juli 1997, är en österrikisk fotbollsspelare som spelar för Wolverhampton Wanderers och Österrikes landslag. Kalajdžić är av serbiskt ursprung.

## Klubbkarriär
Den 5 juli 2019 värvades Kalajdžić av VfB Stuttgart, där han skrev på ett fyraårskontrakt.
Den 31 augusti 2022 värvades Kalajdžić av Wolverhampton Wanderers, där han skrev på ett femårskontrakt.